# Dänischenhagen
Dänischenhagen er en landsby og kommune i det nordlige Tyskland i Rendsborg-Egernførde kreds i delstaten Slesvig-Holsten. Byen ligger ca.10 km nord for Kiel på halvøen Jernved i det sydøstlige hjørne af Sydslesvig. I byen findes både en tysk og en dansk skole. Landsbyen var i den danske tid hovedby i Dänischenhagen Sogn i Jernved Godsdistrikt.
Kommunen samarbejder på administrativt plan med andre kommuner i Amt Dänischenhagen (Dänischenhagen kommunefællesskab).

## Historie
Byen blev i 1264 første gang nævnt som Slabbenhagen. 1632 blev byen købt af Christian 4., og bynavnet blev til Christianhagen. 1864 blev det endelig til Dänischenhagen. Byen er et eksempel på et sydslesvigsk bynavn uden tilsvarende dansk form. 

## Billeder
- Tidligere røgeri
- Mølleåen
- Golfbane
- Jernved danske skole